# Alex Boegschoten

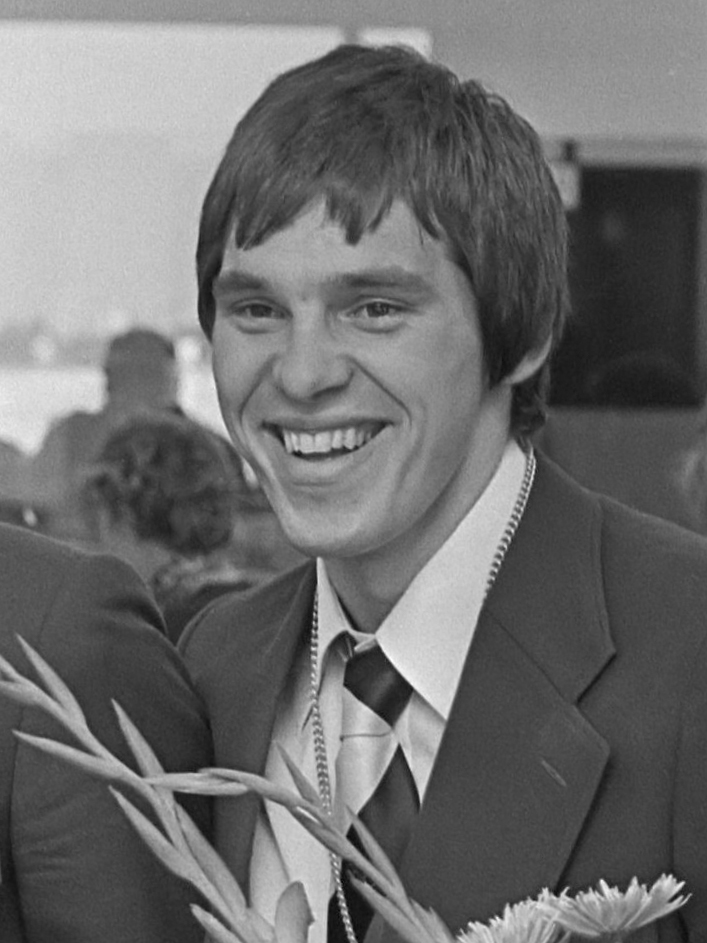
Alex Boegschoten (1976)

Alexander „Alex“ Boegschoten (* 15. Juli 1956) ist ein ehemaliger niederländischer Wasserballspieler.

## Sportliche Karriere
Der 1,87 Meter große Torwart reiste 1976 mit der Nationalmannschaft zu den Olympischen Spielen nach Montreal. Dort gewannen die Niederländer die Bronzemedaille. Boegschoten wurde allerdings nicht eingesetzt, da Evert Kroon in allen Spielen durchspielte.
Zwei Jahre später bei der Weltmeisterschaft 1978 in West-Berlin war Boegschoten Ersatztorwart hinter Ruud Misdorp, die Niederländer belegten den 13. Platz unter 16 teilnehmenden Mannschaften.